# Numeniosz (orvos)
Numeniosz (Kr. e. 4. század) görög orvos
Dieukhész tanítványa volt, Hérakleából származott. A halakról írt egy munkát, amelyet Athénaiosz idéz.